# Figarol (España)
Figarol es un concejo de Navarra, con unos 385 habitantes, situado en el lugar ocupado por una antigua finca donada al Monasterio de la Oliva y fundado en 1962. Por el norte se encuentra Castiliscar y Cáseda, por el sur, las Bardenas, por el este, Alera y por el oeste, Carcastillo.

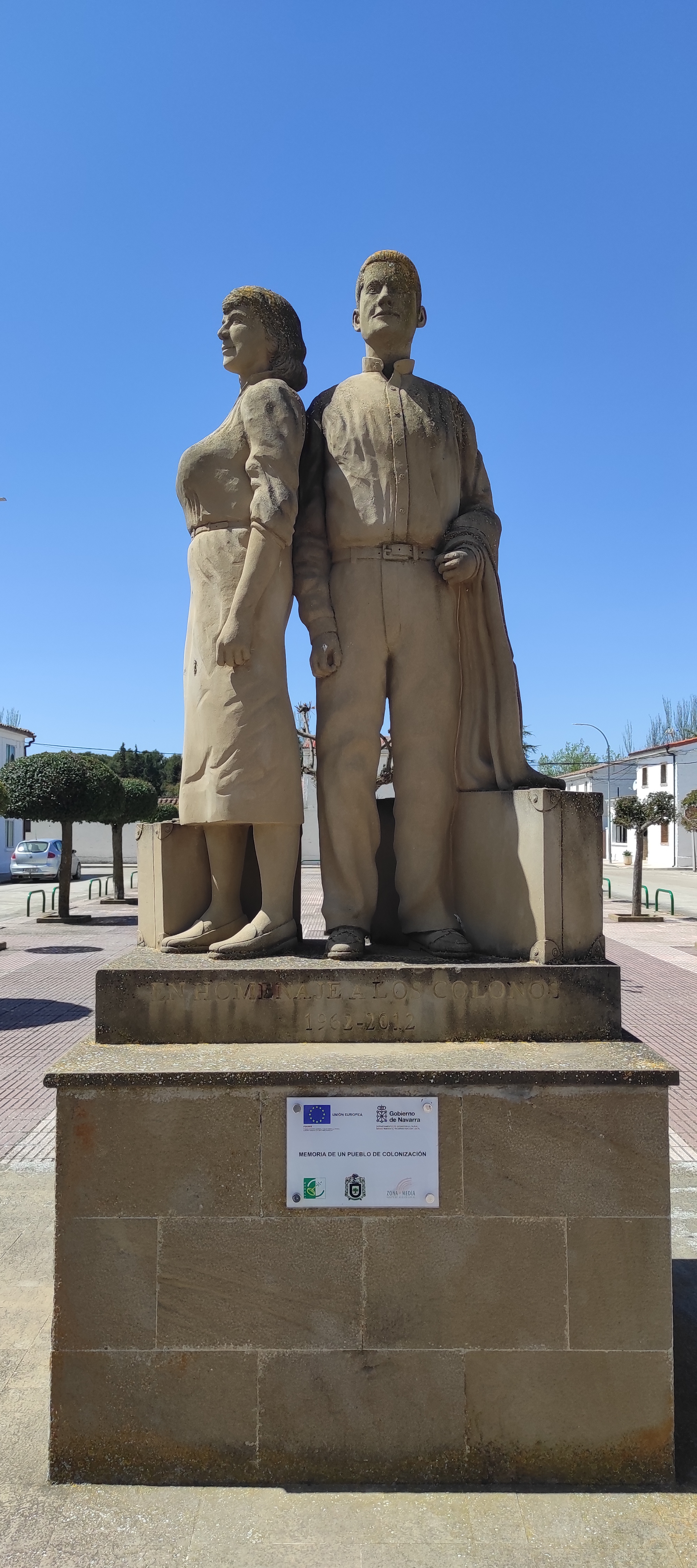
Monumento Homenaje a los Colonos (Figarol) obra de Pedro Anía.

## Historia
En el breve, pero interesante, estudio realizado por Ricardo Cierbide Martinena junto al OCSO Graciliano Herrero Martín de la Toponimia de la Comarca de La Oliva publicado por la Institución Príncipe de Viana se recogen algunos retazos de este lugar en tanto en cuanto vinculado al mencionado monasterio. Junto a los hoy totalmente desaparecidos de La Encisa, Marcuelles y Samasi, era uno de los desploblados vinculados en donaciones a dicho cenobio y situados dentro del término municipal de Carcastillo.

En la segunda parte del mencionado trabajo, acerca del topónimo se indica:
FIGAROL (C y EP), Carcastillo. Extenso paraje, situado entre La Estanca y el término de Sos, en el extremo O. de Carcastillo. Hasta la construcción del pantano Yesa fue secano, pero hoy dispone de un amplio regadío, donde se cosechan gran variedad de hortalizas y frutas. Se ha levantado un pueblo nuevo, anejo a la jurisdicción de Carcastillo.
Si nos atenemos a la documentación existente, es uno de los topóninios más antiguos de la comarca, pues consta en el documento de donación que Alfonso II de Aragón extendió en 1164 a favor del monasterio: «...et Ficaroliam cum omnibus terminis...»
Con las desamortizaciones, estas tierras dentro del término municipal de Carcastillo pasaron a formar partes de los llamados Comunales de Carcastillo.
Con la Ley de Reforma Agraria que ya se había empezado a aplicar durante la Segunda República (entre 1931-1933) nace el actual enclave fruto del Instituto de Reforma Agraria entonces creado. En abril de 1949 se promulga la Ley sobre Colonización y Distribución de Zonas Regables, junto al Plan Hidrológico Nacional de entonces, que conlleva la creación del embalse de Yesa, es una de las zonas de secano, entonces tan sólo una finca, que se convierte en regadío creando las viviendas que conformaron la práctica totalidad del concejo actual. Es en noviembre de ese año cuando se crea el Instituto Nacional de Colonización para llevar adelante todas estas reformas y mejoras. El llamado Plan Bardenas con la construcción del Canal de las Bardenas proveniente desde de Yesa se lleva a cabo en la década de los 50.
Un 26 de abril de 1962 llegan los primeros colonos procedentes del vecino Carcastillo, en su mayoría, pero también de otros lugares navarros como Buñuel, Cabanillas, Cáseda, Fustiñana, Gallipienzo, Milagro, Monteagudo o San Adrián. Pero tampoco faltarían colonos llegados desde otros puntos de España como Cataluña, Aragón o Extremadura.
Otros pueblos de Navarra en situación similar son Rada, Gabarderal, San Isidro del Pinar y El Boyeral.

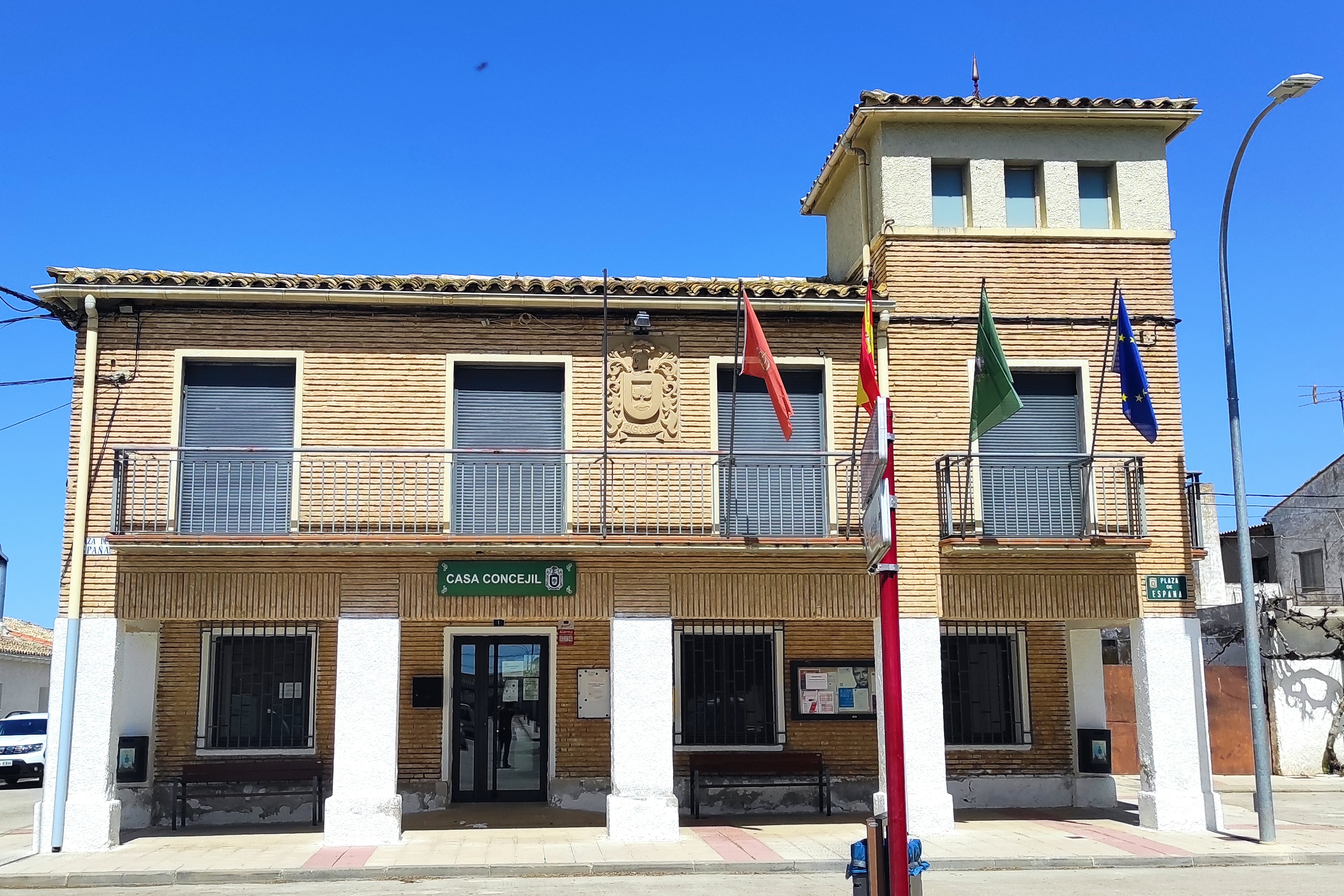
Casa del Concejo de Figarol

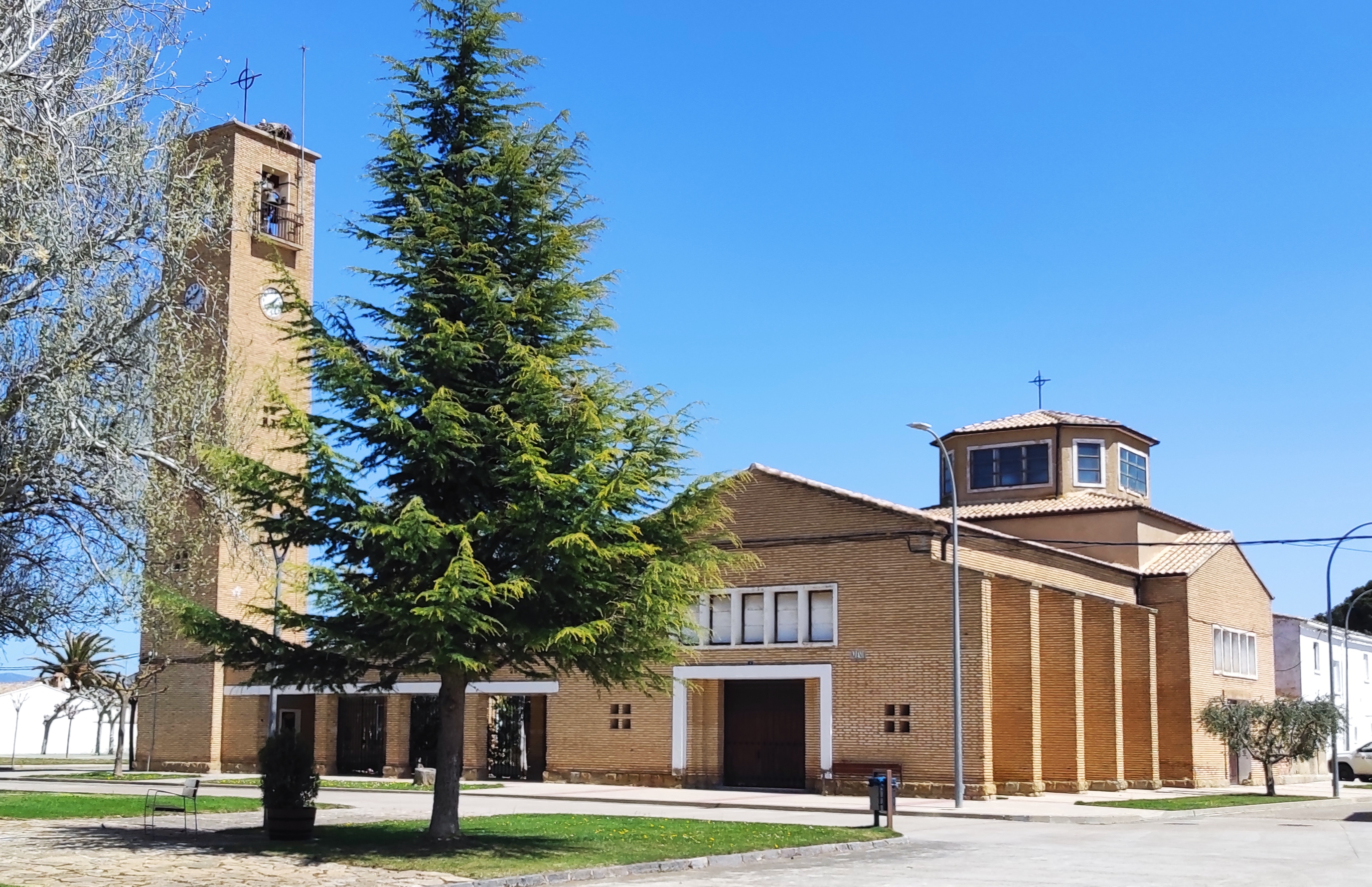
Iglesia parroquial de San Francisco Javier (Figarol)

## Fiestas
Las fiestas grandes de este pueblo comienzan el miércoles antes del último domingo de agosto y son celebradas en honor a la Virgen de la Plana. Las fiestas patronales comienzan el 3 de diciembre y duran todo el fin de semana. Son celebradas en honor a San Francisco Javier a quien está dedicada la iglesia parroquial de la localidad.

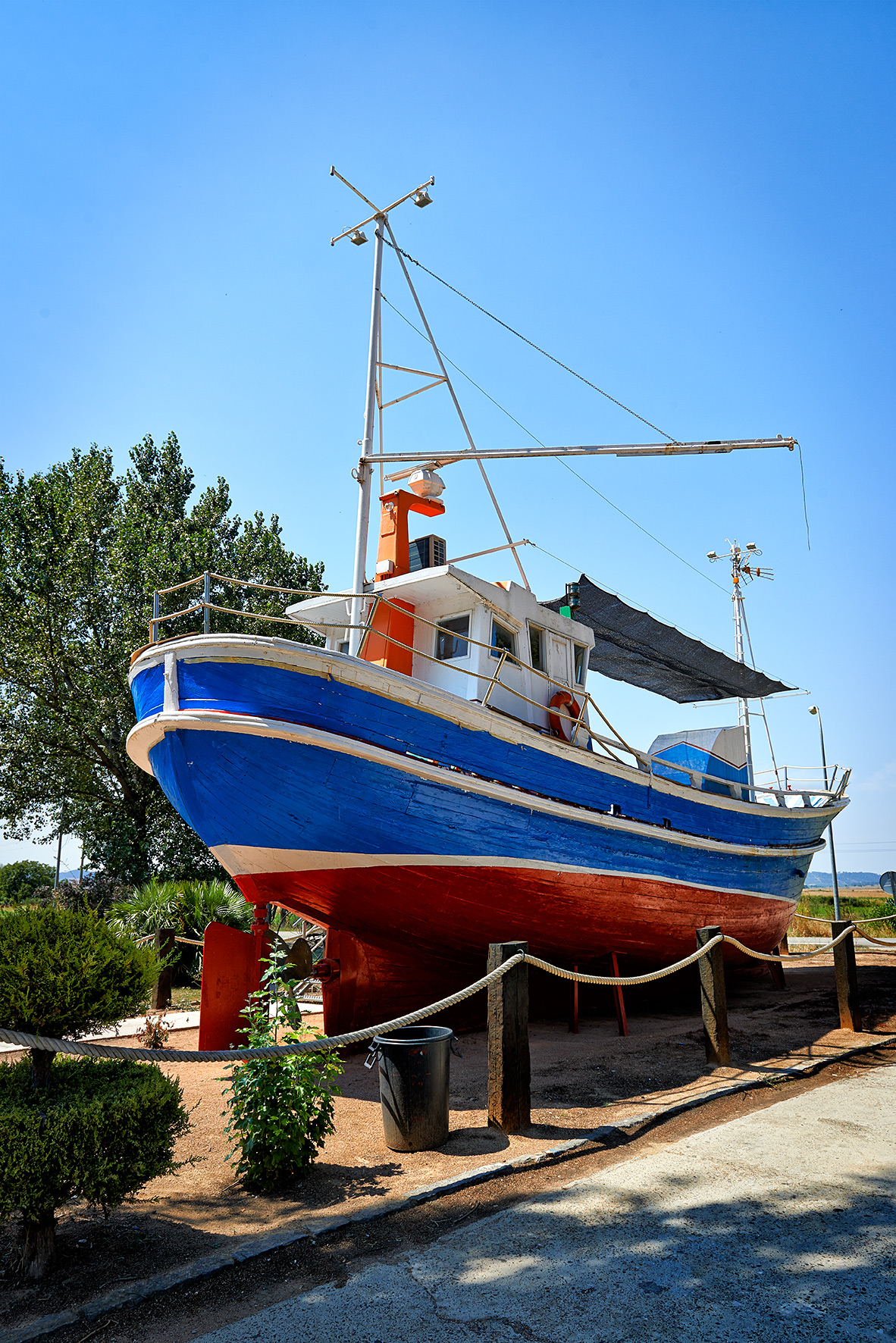
Barco Merlucero "Doshaches" varado en Figarol

## Atractivos del entorno
A 1,5 km goza de un parque natural denominado la Estanca de los Dos Reinos que, en un principio, era tanto de Navarra como de Aragón. Más tarde pasó a ser todo el parque de Navarra pero siguió manteniendo su nombre. 
Es un espacio reservado principalmente a aves migratorias como patos u otras aves. En la laguna está prohibido pescar, pero es un gran sitio para visitar, donde además, cuenta con una caseta como hogaril.
Figarol también es una de las puertas al parque natural de las Bardenas Reales, de belleza salvaje, declarado Reserva de la Biosfera por la UNESCO. Un paisaje semidesértico de 42.500 hectáreas. Un espectáculo insólito de estratificación a 20 km al sur del pueblo.
Al NE a 28 km se encuentra con Sos del Rey Católico, perteneciente a las Cinco Villas Aragonesas y anfitriones del Festival 'Luna Lunera' que se ha consolidado como una de las propuestas turístico-culturales más interesantes del verano peninsular por la magnífica calidad de los artistas invitados y el estupendo marco que ofrece la Lonja Medieval de Sos. 
A 43 km de Figarol y a 8 km de Sangüesa, se alza el Castillo de Javier, fortaleza medieval erigida sobre roca viva, que congrega cada año a principios de marzo a miles de navarros en la popular peregrinación conocida como "Javierada", viaje que tiene punto de paso y parada en Figarol.

## Deportes
Este pequeño pueblo cuenta con una gran estrella, Juan Peralta Gascón, o también llamado "la bala roja". Este joven chico logró ser campeón de España de Ciclismo en Pista en 2008 y 2010.
Ha conseguido clasificar a España para los JJ. OO. de Londres de 2012 en la modalidad de keirin y velocidad individual.
El Club Deportivo Figarol ha sido durante años el equipo de fútbol de la localidad. Su fundación data del año 1968 bajo el nombre de Club Recreativo de Figarol. Participó en las categorías regionales, hasta el año 2009 cuando desapareció. Tenía una mascota oficial llamada Figolito.

## Residencias
Este pueblo cuenta con dos residencias:
- La Casa Juana, la cual se encuentra a 1 o 2 km del pueblo aproximadamente.
- Residencia Doshaches: ésta se encuentra dentro del propio pueblo. Sus propietarios hicieron transportar en 2005 un barco merlucero cantábrico de 16 metros de eslora fabricado en Fuenterrabía y que después de caer en desuso fue trasladado a Figarol donde fue restaurado y actualmente se encuentra varado en el césped.